# سيلفيا غور
سيلفيا غور (بالإنجليزية: Sylvia Gore)‏ (1 يناير 1946 في المملكة المتحدة - 9 سبتمبر 2016) هي مدربة كرة قدم ولاعبة كرة قدم بريطانية في مركز الوسط. شاركت مع منتخب إنجلترا لكرة القدم للسيدات.